# Aa paleacea
Aa paleacea (Kunth) Rchb.f. 1854, es una orquídea de hábito terrestre originaria de Centro y Suramérica.

## Hábitat y distribución
Es una planta de clima frío que se encuentra entre el sur de Costa Rica, Perú y Ecuador en los Andes, a una altitud de 2900 - 4400 m s. n. m.

## Descripción
Es la especie tipo para el género. Es de hábito terrestre; tiene un corto tallo y pocas hojas basales lineares agrupadas en roseta; florece en la primavera y el verano en un lateral de la base. Presenta  una inflorescencia de 25 cm de largo, densamente poblada de flores y envuelta por muchas vainas alternas, tubulares y acuminadas. Las flores tienen forma de campana invertida y rodean el tercio superior de la inflorescencia. La apertura de las flores es sucesiva y estas que son de color blanco y marrón y glabras en unos días cambian a una flor de color marrón, la parte inferior con el ápice gradualmente convertido en blanco.

## Taxonomía
Aa paleacea fue descrita por (Kunth) Rchb.f. y publicado en Xenia Orchidacea 1: 18. 1854.
Etimología
Aa: nombre genérico que aparentemente, le fue puesto para aparecer siempre en primer lugar en los listados alfabéticos. Otra (controvertida) explicación es que Heinrich Gustav Reichenbach nombró este género por Pieter van der Aa, el impresor de Paradisus Batavus del botánico holandés Paul Hermann.
paleacea: epíteto latino que significa "como paja".
Sinonimia
Los siguientes nombres se consideran sinónimos de Aa paleacea:
- Altensteinia paleacea (Kunth) Kunth 1822
- Ophrys paleacea Kunth 1806[4][5]